# Chançay
Chançay és un municipi francès, situat al departament de l'Indre i Loira i a la regió de Centre – Vall del Loira. L'any 2007 tenia 999 habitants.

## Demografia

### Població
El 2007 la població de fet de Chançay era de 999 persones. Hi havia 396 famílies, de les quals 92 eren unipersonals (36 homes vivint sols i 56 dones vivint soles), 140 parelles sense fills, 156 parelles amb fills i 8 famílies monoparentals amb fills.
La població ha evolucionat segons el següent gràfic:
Habitants censats

### Habitatges
El 2007 hi havia 451 habitatges, 399 eren l'habitatge principal de la família, 24 eren segones residències i 28 estaven desocupats. 432 eren cases i 18 eren apartaments. Dels 399 habitatges principals, 304 estaven ocupats pels seus propietaris, 84 estaven llogats i ocupats pels llogaters i 11 estaven cedits a títol gratuït; 1 tenia una cambra, 34 en tenien dues, 49 en tenien tres, 100 en tenien quatre i 215 en tenien cinc o més. 327 habitatges disposaven pel capbaix d'una plaça de pàrquing. A 165 habitatges hi havia un automòbil i a 215 n'hi havia dos o més.

### Piràmide de població
La piràmide de població per edats i sexe el 2009 era:
| Homes | Edats   | Dones |
| ----- | ------- | ----- |
| 0     | 95 o +  | 0     |
| 0     | 90 a 94 | 4     |
| 4     | 85 a 89 | 0     |
| 4     | 80 a 84 | 4     |
| 20    | 75 a 79 | 24    |
| 20    | 70 a 74 | 32    |
| 20    | 65 a 69 | 28    |
| 16    | 60 a 64 | 8     |
| 16    | 55 a 59 | 16    |
| 8     | 50 a 54 | 28    |
| 52    | 45 a 49 | 44    |
| 52    | 40 a 44 | 48    |
| 52    | 35 a 39 | 36    |
| 36    | 30 a 34 | 44    |
| 16    | 25 a 29 | 28    |
| 28    | 20 a 24 | 24    |
| 44    | 15 a 19 | 8     |
| 56    | 10 a 14 | 48    |
| 24    | 5 a 9   | 40    |
| 36    | 0 a 4   | 32    |

## Economia
El 2007 la població en edat de treballar era de 669 persones, 524 eren actives i 145 eren inactives. De les 524 persones actives 498 estaven ocupades (268 homes i 230 dones) i 26 estaven aturades (7 homes i 19 dones). De les 145 persones inactives 53 estaven jubilades, 54 estaven estudiant i 38 estaven classificades com a «altres inactius».

### Ingressos
El 2009 a Chançay hi havia 432 unitats fiscals que integraven 1.102 persones, la mediana anual d'ingressos fiscals per persona era de 19.684 €.

### Activitats econòmiques
Dels 30 establiments que hi havia el 2007, 3 eren d'empreses alimentàries, 1 d'una empresa de fabricació d'altres productes industrials, 7 d'empreses de construcció, 6 d'empreses de comerç i reparació d'automòbils, 5 d'empreses de transport, 2 d'empreses d'hostatgeria i restauració, 2 d'empreses immobiliàries, 1 d'una empresa de serveis, 1 d'una entitat de l'administració pública i 2 d'empreses classificades com a «altres activitats de serveis».
Dels 10 establiments de servei als particulars que hi havia el 2009, 3 eren tallers de reparació d'automòbils i de material agrícola, 1 paleta, 1 guixaire pintor, 2 lampisteries, 2 electricistes i 1 restaurant.
L'únic establiment comercial que hi havia el 2009 era una fleca.
L'any 2000 a Chançay hi havia 48 explotacions agrícoles que ocupaven un total de 1.073 hectàrees.

## Equipaments sanitaris i escolars
L'únic equipament sanitari que hi havia el 2009 era una ambulància.
El 2009 hi havia una escola elemental.

## Poblacions més properes
El següent diagrama mostra les poblacions més properes.